# 福士成豊
福士 成豊（ふくし なりとよ、天保9年（1838年） - 大正11年（1922年）8月26日）は、幕末・明治の船大工、通訳、測量技師、気象観測者。同志社大学の創立者・新島襄のアメリカ密航を手伝い、日本人で初めて気象観測を行った人物。幼名「卯之吉」・「宇之吉」、通称「五郎」。ポーター商会時代には「富士屋卯之吉」とも名乗る。

## 経歴
天保9年（1838年）、箱館の船大工・続豊治の次男として山之上町で生まれる。
5歳のとき箱館で回船業を営む福士長松の養子となり、9歳で私塾・愛池堂に入学、5年ほど学ぶ。その後、実父・続豊治の下で造船技術を学び、安政4年（1857年）完成の洋式帆船・箱館丸の建造を手伝う。英語力をつけるため、当時の在留米代理領事に英語の指導を受け、イギリス人アレキサンダー・ポーター経営の商会に5年間勤務する。ポーター商会勤務中の元治元年（1864年）には新島襄に出会い、彼のアメリカ密航を手伝う。またイギリス人トーマス・ブラキストンから、測量・機械・測候・博物学を学ぶ。ポーター商会を辞めた後、箱館奉行所の御船大工棟梁見習となる。
慶応4年（1868年）5月、苗字帯刀を許され、名を「成豊」と改める。11月、箱館府の外国方運上所出役通弁兼器機製造掛趨事席、2等訳官を経て開拓使の官吏となる。
ブラキストンの気象観測を引き継ぎ、明治5年（1872年）8月26日、函館・船場町（現・末広町）の自宅に気候測量所を設けて、日本人初の本格的な気象観測を始める。明治8年（1875年）、ロシアのペトロパブロフスクに出張し、翌年には千島列島を調査・測量して「クリル諸島海線見取図」を作成した。その後も北海道の測量、気象観測事業の上で指導的役割を果たす。
明治24年（1891年）、退官。大正11年（1922年）、死去。85歳。函館市称名寺に墓所がある。
北海道開拓の村に、福士が札幌時代に過ごした和洋折衷の自宅（旧福士家住宅）と関係する品々が保存されている。